# Perfect sănătos
Perfect sănătos este un film românesc dramatic din 2017 regizat de Anca Damian. Rolurile principale au fost interpretate de actorii Vlad Ivanov și Anghel Damian.

## Distribuție
Distribuția filmului este alcătuită din:
- Angelica Nicoară
- Olimpia Melinte — Elena
- Anghel Damian — Andrei Dorneanu
- Lorand Vata
- Adrian Titieni
- Sergiu Costache
- Anca Hanu
- Cristina Florea
- Cuzin Toma — taximetrist
- Ioana Flora
- Mircea Rusu
- Cristian Bota — băiatul rău
- Camelia Maxim
- Codruț Alexandru Ioniță
- Vlad Ivanov — Toma Dorneanu
- Alin Florea — patronul restaurantului